# Ząbkowice Śląskie
Ząbkowice Śląskie (en allemand : Frankenstein in Schlesien) est une ville de Pologne, située dans la voïvodie de Basse-Silésie. Elle est le siège du powiat de Ząbkowice Śląskie et de la commune (gmina) de Ząbkowice Śląskie. 

## Géographie
La ville historique se situe dans la région de Basse-Silésie, à environ 65 kilomètres au sud de Wrocław.

## Histoire
Ce lieu a été fondé par Henri IV le Juste (mort en 1290), duc de Silésie, sur la route commerciale menant de Wrocław via Kłodzko (Glatz) à Prague en Bohême ; il est mentionné pour la première fois dans un acte du 10 janvier 1287. Il a reçu les droits de ville en 1298 par la décision du duc Bolko Ier de Świdnica. À partir de 1321, Ząbkowice faisait partie du duché de Münsterberg (Ziębice) sous le règne du duc Bolko II et ses successeurs, un fief de la couronne de Bohême.
En 1428, la ville fut dévastée par les forces hussites. Un siècle plus tard, Charles Ier de Poděbrady (mort en 1536), duc de Münsterberg, fit reconstruire le château de Frankenstein où il résidait à partir de 1530. Le palais et la ville subissent de graves dommages durant la guerre de Trente Ans. 
Après la première guerre de Silésie, en 1742, la ville fut annexée par le royaume de Prusse puis incorporée dans la province de Silésie. Jusqu'à la fin de la Seconde Guerre mondiale en 1945, Frankenstein fait partie de l'arrondissement de Frankenstein-en-Silésie dans le district de Breslau. 

## Attractions touristiques
Ząbkowice Śląskie est également connue comme « la Pise de Silésie » du fait de la présence d'une tour penchée (Krzywa Wieża) à l'image de son homologue italienne. Elle constitue l'une des attractions principales de cette partie de la Pologne. Cela dit, d'autres monuments sont visibles en ville, notamment des fortifications du XIIIe siècle et les ruines du château du XIVe siècle.

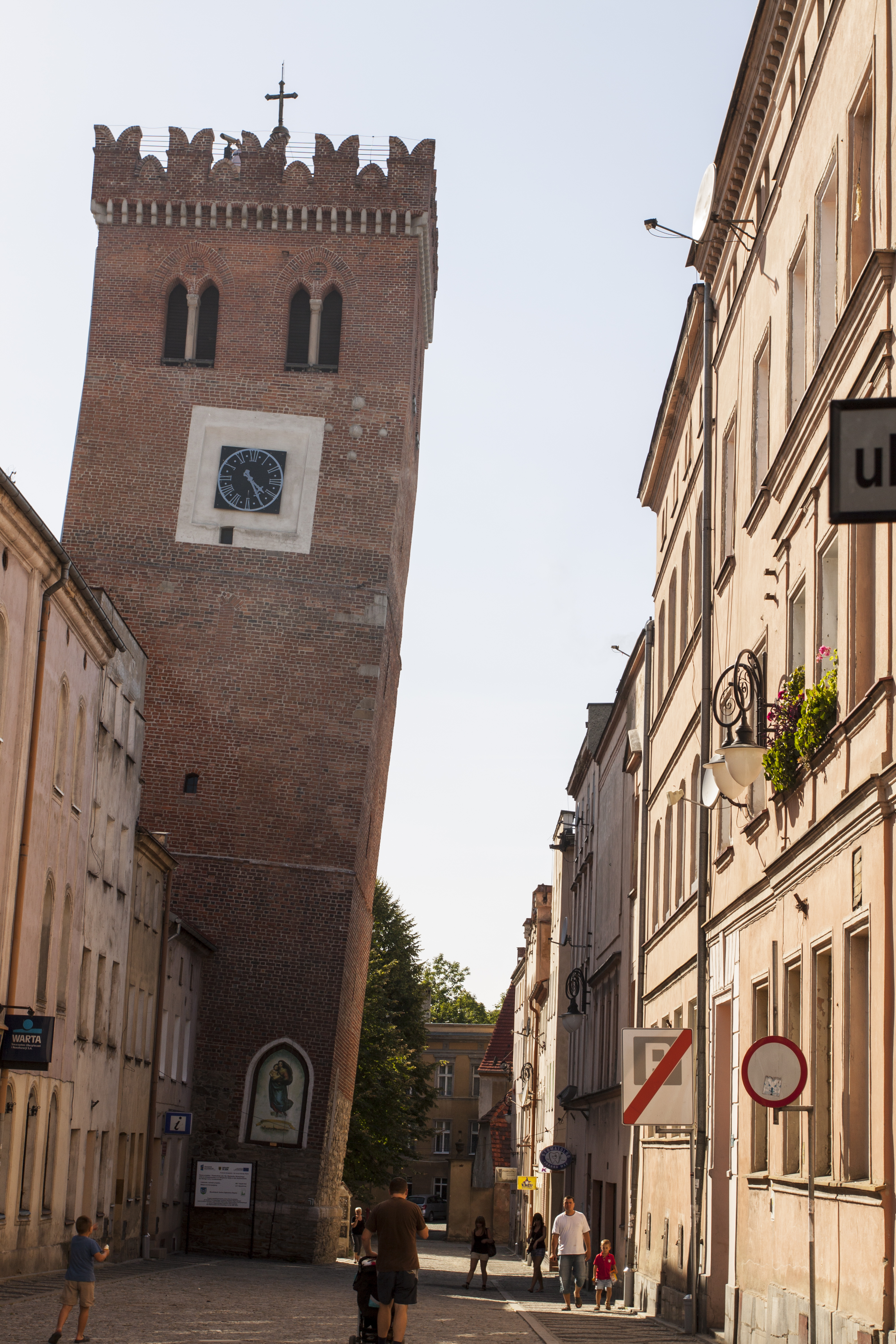
La tour penchée (Krzywa Wieża)
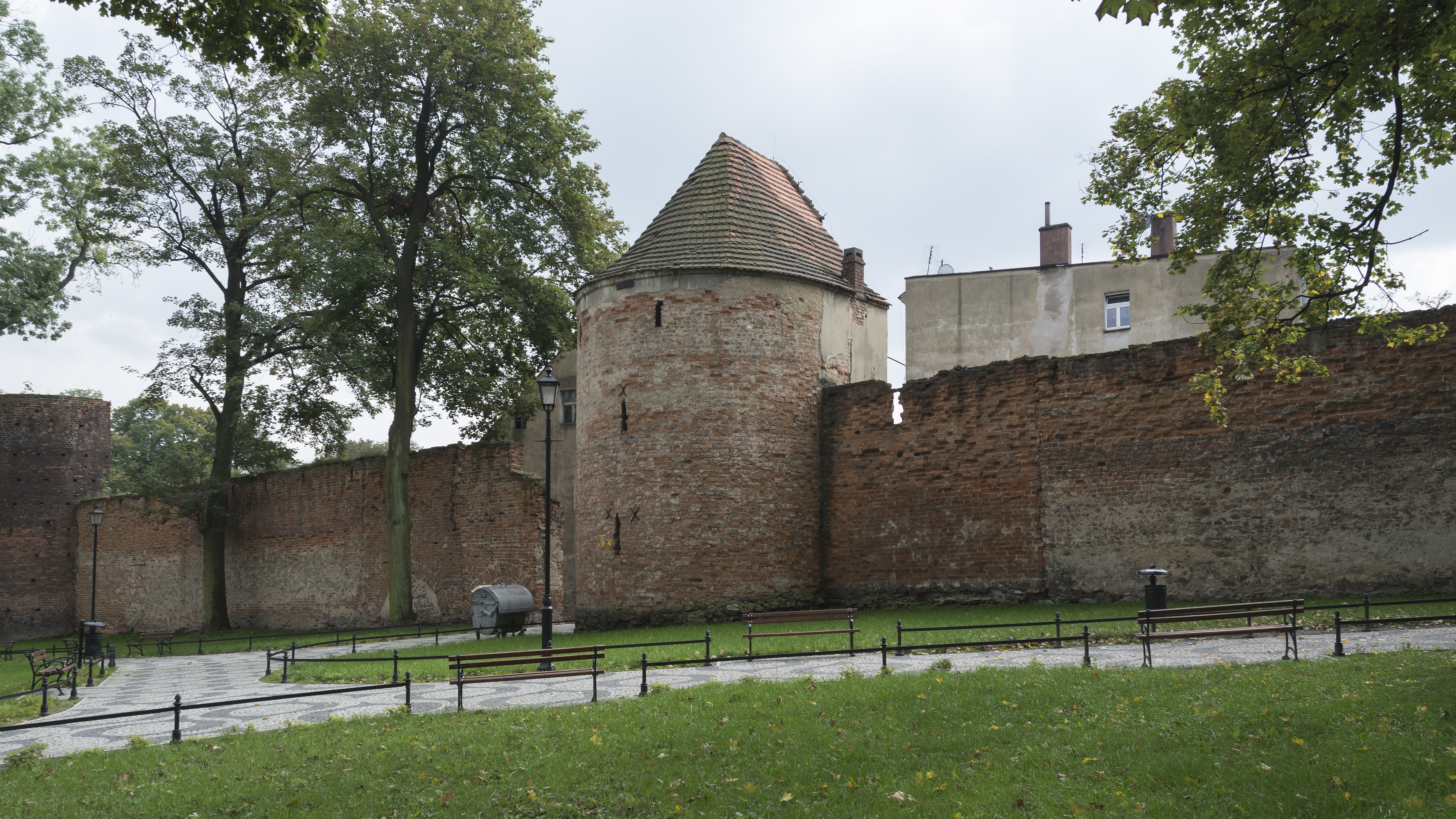
Fortifications du XIIIe siècle
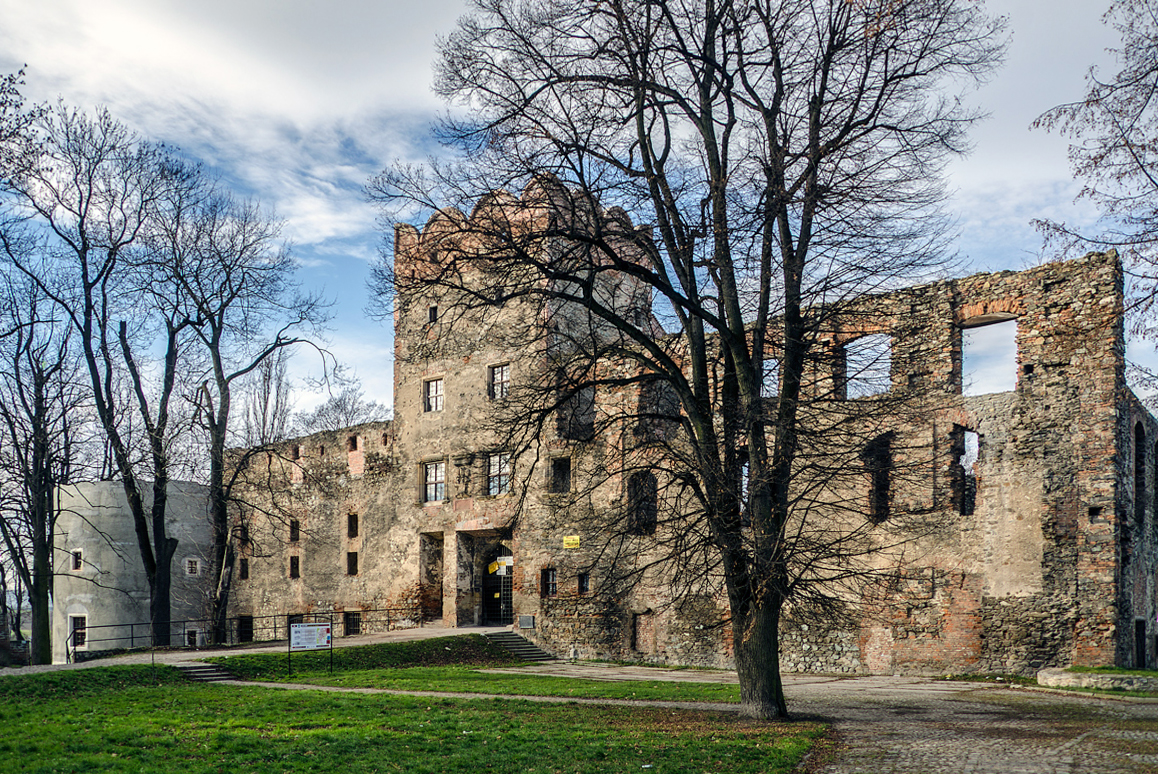
Ruines du château du XIVe siècle

## Jumelages
La ville de Ząbkowice Śląskie est jumelée à :
- Červený Kostelec (Tchéquie) depuis 1993
- Wiesloch (Allemagne) depuis 1998
- Bran (Roumanie) depuis 2001
- Uchte (Allemagne) depuis 2005
- Sławno (Pologne) depuis 2010
- Fontenay-aux-Roses (France) depuis 2014

## Personnalités liées à la ville
- David Pareus (1548–1622), théologien protestant ;
- Karl Adolf von Strotha (1792–1870), lieutenant général et ministre de la Guerre ;
- Fritz Erler (1868–1940), peintre, graphiste et illustrateur ;
- Piotr Zielinski (né en 1994), footballeur.